# Sara Estévez
Sara Estévez Urquijo (Bilbao, 1925) 'Marathon' es considerada la primera mujer periodista, cronista deportiva y directora de un programa deportivo radiofónico. Trabajó en Radio Juventud de Vizcaya, Cadena Azul de Radiodifusión, Radio Cadena Española y Radio Nacional de España. Entre 1954 y 1990, bajo el seudónimo de Maratón, realizó crónicas del Athletic Club y dirigió un espacio sobre el deporte base vizcaíno.

## Biografía
Sara Estévez Urquijo, conocida como Sarita nació en el barrio de San Francisco de Bilbao en 1925. Huérfana de padre desde los dos años, vio cómo 4 de sus 8 hermanos morían jóvenes. Para cuando quiso ser mayor de edad, su ciudad ya había caído bajo la larga penumbra franquista. Entró a trabajar muy joven en la empresa Unquinesa de Erandio, donde alcanzó el puesto de secretaria de dirección. En 1947, aprovechó la paga doble del 18 de julio para hacerse abonada (entonces las mujeres no podían ser socias) del legendario Athletic de Iriondo, Venancio, Zarra, Panizo y Gainza.

## Trayectoria
Poco a poco consiguió introducirse en el ambiente futbolístico de la Villa y acabó haciendo colaboraciones en Radio Juventud, donde montó una red de corresponsales anónimos para recabar los resultados de todos los encuentros disputados en Bizkaia y darlos a conocer antes de las once de la noche en el programa tertulia 'Stadium' junto a sus compañeros Francisco Blanco, Julio Garro y Jesús Morales.
Allí nació también el alter ego de Sarita Estévez, el misterioso periodista deportivo Marathon, cuyos comentarios -convenientemente locutados por Francisco Blanco- se convirtieron entre 1954 y 1990 en referencia de la crítica futbolística de la época. Hasta 1973, nadie supo que 'Marathon' era en realidad Sara Estévez.
Se jubiló en 1990 tras trabajar en la radio durante 38 años en los que fue reportera de calle y trabajó todos los ámbitos informativos, especialmente los deportivos. También ha hecho colaboraciones en El Correo escribiendo artículos deportivos sobre los partidos de su querido Athletic.
La Asociación de Periodistas Vascos (APV) decidió distinguirle en 2009 con el Premio Periodistas Vascos, en su segunda edición, en reconocimiento a una vida de entrega al periodismo y a la radio, donde, desde el anonimato, abrió nuevos caminos y se convirtió en la primera mujer cronista de fútbol y directora de un programa deportivo. El premio consiste en una obra titulada La maratón, del escultor Nicolás Alba.

## Premios y reconocimientos
- 1.991 Estatuilla de Don Diego López de Haro, concedida por el Ayuntamiento de Bilbao.
- León de bronce del Athletic Club.
- Placa de plata de la Real Federación Española de Fútbol.
- Insignia de oro del Arenas Club de Getxo
- Medalla de plata al mérito deportivo.[6]
- 2009 Premio Periodistas Vascos de la Asociación de Periodistas Vascos.[9]
- 2016 Nombrada Ilustre de Bilbao.[10]